# Sân vận động Ramón Sánchez Pizjuán
Sân vận động Ramón Sánchez Pizjuán (tiếng Tây Ban Nha: Estadio Ramón Sánchez-Pizjuán; [esˈtaðjo raˈmon ˈsantʃeθ piθˈxwan]) là một sân vận động bóng đá ở Sevilla, Tây Ban Nha. Đây là sân nhà của Sevilla FC và được đặt tên theo cựu chủ tịch của câu lạc bộ, Ramón Sánchez Pizjuán (1900–1956).
Đây là địa điểm tổ chức trận chung kết Cúp C1 châu Âu 1986 giữa Steaua București và Barcelona và trận bán kết Giải vô địch bóng đá thế giới 1982 giữa Đức và Pháp.
Với sức chứa 43.883 chỗ ngồi, Ramón Sánchez Pizjuán là sân vận động lớn thứ 9 ở Tây Ban Nha và lớn thứ 3 ở Andalucía.

## Bối cảnh lịch sử
Ramón Sánchez Pizjuán được mở cửa vào năm 1958 với tư cách là một sân vận động toàn chỗ đứng với sức chứa 70.329 khán giả, thay thế cho Sân vận động Nervión. Sức chứa của sân đã giảm xuống 68.110 người cho Giải vô địch bóng đá thế giới 1982. Sân tiếp tục giảm sức chứa xuống hiện tại là 42.714 chỗ ngồi khi được tân trang lại và chuyển thành sân vận động toàn chỗ ngồi vào giữa những năm 1990.
Sân vận động này có biệt danh là "La Bombonera" (phát âm [la βomboˈneɾa]; thường được dùng để chỉ Sân vận động Alberto J. Armando, sân nhà của Boca Juniors) hoặc "La Bombonera de Nervión" [la βomboˈneɾa ðe neɾˈβjon] do sân vận động nằm tại khu phố Nervión.
Sân vận động này ghi nhận một kỷ lục huyền thoại: đội tuyển quốc gia Tây Ban Nha chưa bao giờ thua một trận đấu nào trước một đội tuyển quốc tế tại sân vận động này. Ở đấu trường châu Âu, Sevilla mới chỉ thua 5 lần trên sân nhà; gặp AZ Alkmaar tại Cúp UEFA 2006–07, gặp CSKA Moskva tại UEFA Champions League 2009-10, gặp Real Betis tại UEFA Europa League 2013-14, gặp Manchester City tại UEFA Champions League 2015-16 và Bayern München tại UEFA Champions League 2017-18.
Vào tháng 5 năm 2018, câu lạc bộ đã thông báo khởi động một dự án mở rộng cho sân vận động mà cuối cùng sẽ tăng sức chứa lên đến 47.000 chỗ ngồi.

## Giải vô địch bóng đá thế giới 1982
Sân vận động là một trong những địa điểm tổ chức Giải vô địch bóng đá thế giới 1982, và đã tổ chức các trận đấu sau:
| Ngày                | Đội #1  | Kết quả     | Đội #2  | Vòng      | Khán giả |
| ------------------- | ------- | ----------- | ------- | --------- | -------- |
| 14 tháng 6 năm 1982 | Brasil  | 2–1         | Liên Xô | Vòng bảng | 68.000   |
| 8 tháng 7 năm 1982  | Tây Đức | 3–3 (5–4 p) | Pháp    | Bán kết   | 70.000   |

## Hình ảnh

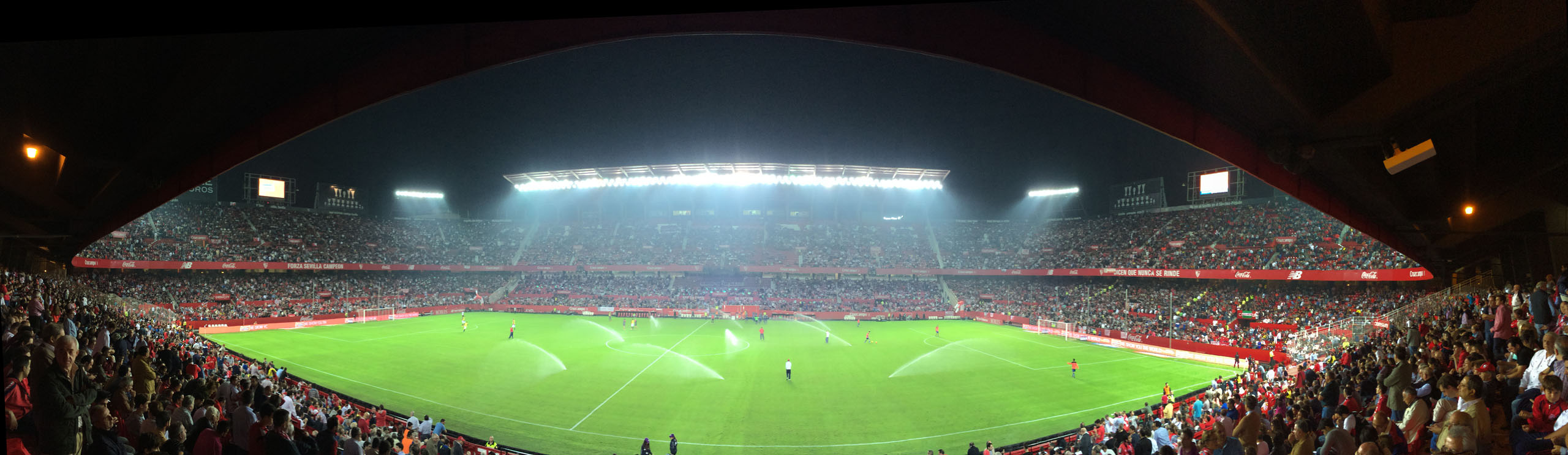
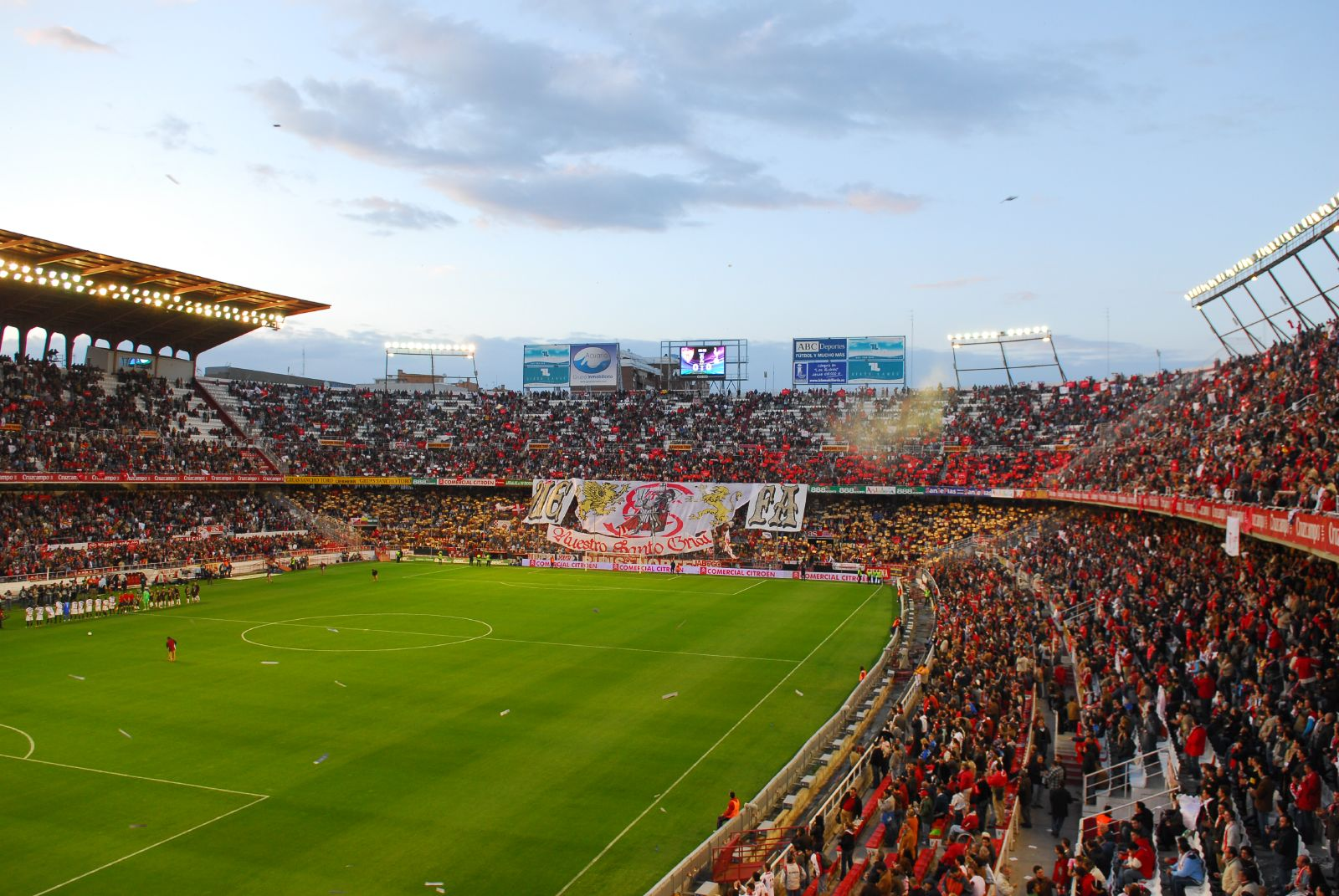
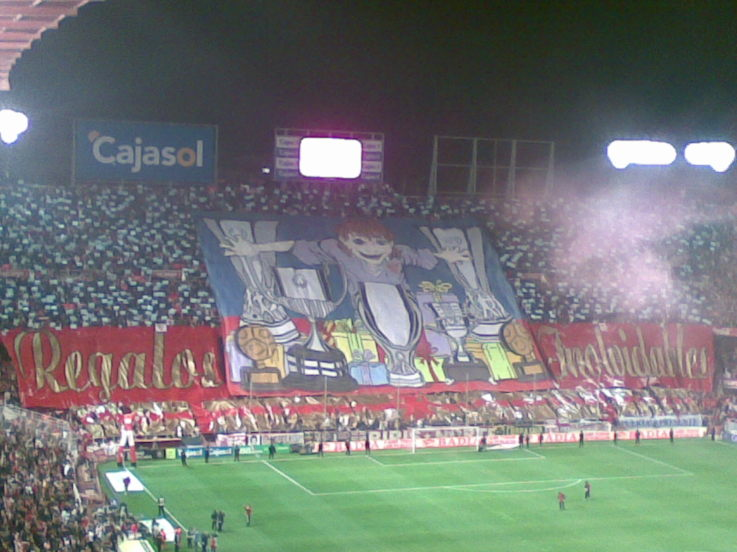
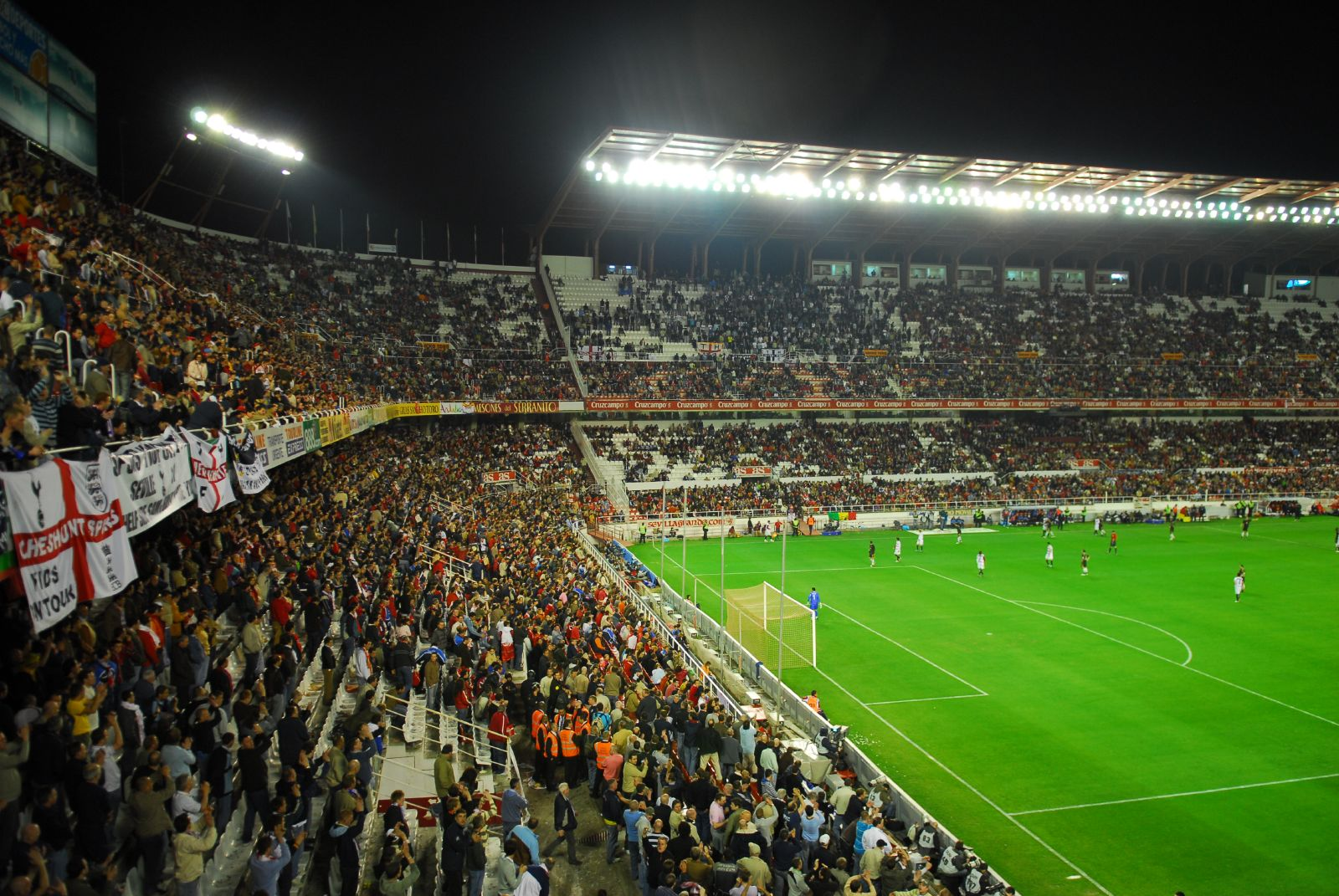
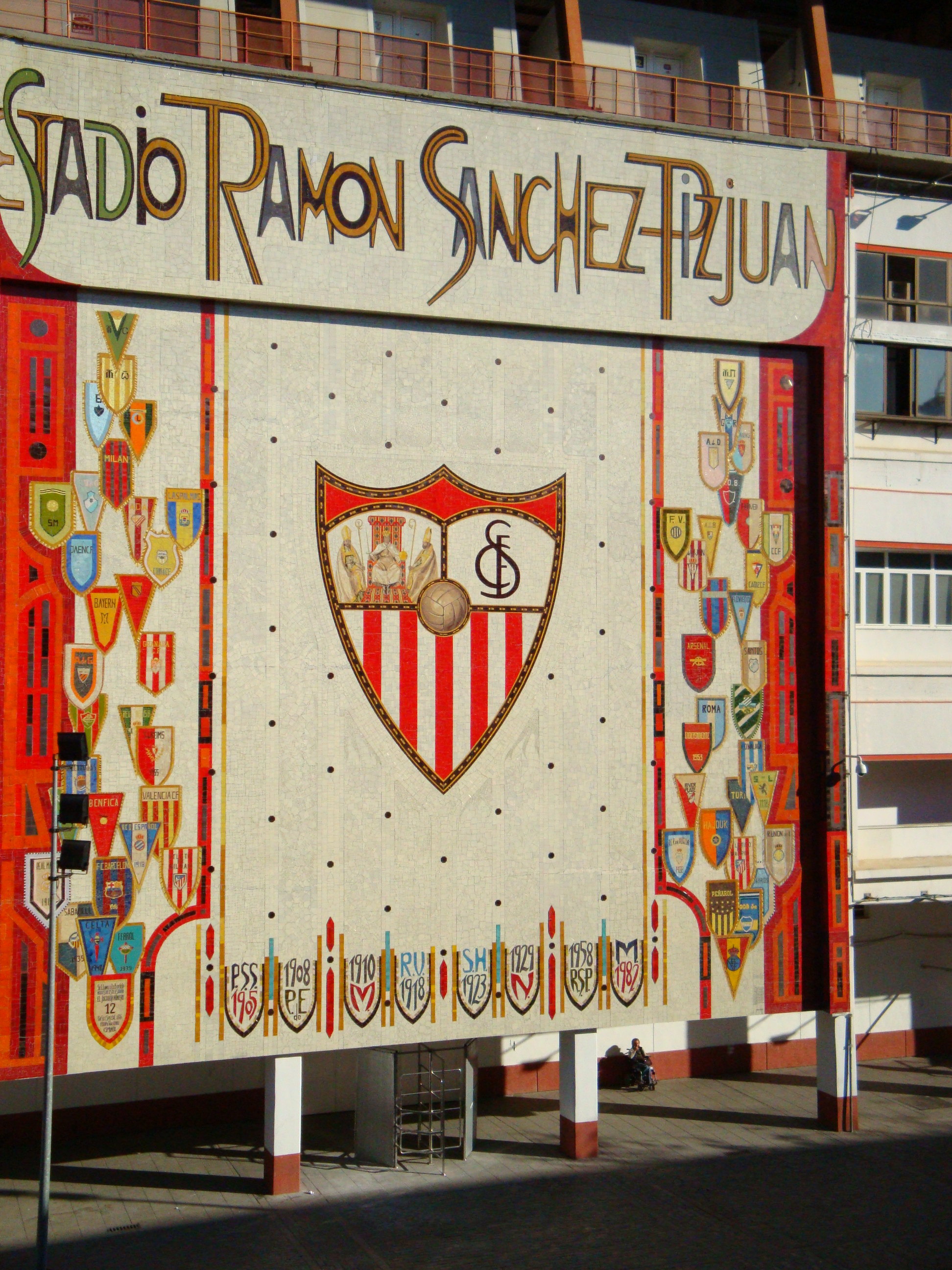

- Tập tin:Pizjuan view.jpg